# Vòng (hình học)

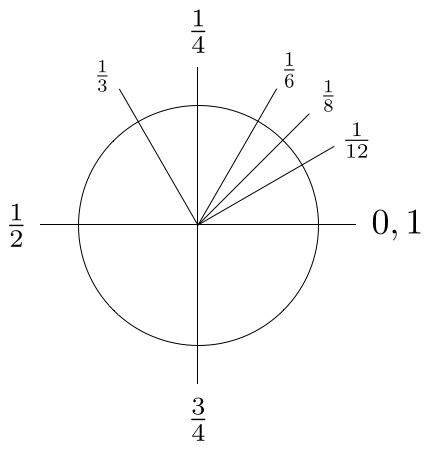
Theo chiều ngược chiều kim đồng hồ, độ lớn của vòng được biểu thị bằng các con số tương ứng.

Trong số đo góc, một vòng (tiếng Anh: turn) là một đơn vị có độ lớn bằng 2π radian, 360 độ. Đơn vị đo vòng có thể được biểu diễn bằng chữ cái τ (tau) trong bảng chữ cái Hy Lạp, hoặc pla (tiếng Latin: plenus angulus, có nghĩa là "một góc đầy")
.

## Lịch sử tên gọi
Năm 1697, David Gregory sử dụng ký hiệu π/ρ (pi trên rho) để biểu thị tỉ số giữa chu vi và bán kính của một hình tròn
. Trước đó, vào năm 1647, William Oughtred sử dụng δ/π (delta trên pi) để biểu thị tỉ số giữa đường kính và chu vi.
Thuật ngữ số pi (π) được sử dụng lần đầu tiên bởi nhà toán học người Wales William Jones vào năm 1706, được Euler chấp nhận năm 1737 và phổ biến từ đó..
Năm 1962, Fred Hoyle bắt đầu nêu ra các khái niệm về các đơn vị centiturn (=1/100 vòng), milliturn (=1/1000 vòng) và microturn (=1/1000000 vòng), mở ra các khái niệm mới về đơn vị có độ lớn bằng 1/{\displaystyle 10^{x}} đường tròn.

## Chuyển đổi giữa độ và các đơn vị liên quan

Chu vi hình tròn được biểu diễn bằng 2π.

1 vòng tương đương {\displaystyle 2\pi }, 360 độ hoặc 400g. Vì vậy, nếu muốn đổi từ vòng sang gradian thì lấy giá trị tính bằng vòng nhân với 400, đổi từ vòng sang độ thì lấy giá trị tính bằng vòng nhân với 360, đổi từ vòng sang radian thì lấy giá trị bằng vòng nhân với {\displaystyle 2\pi }. Khi chuyển ngược lại ta chia giá trị của đơn vị đo cho các hằng số tương ứng nêu trên.
Bảng dưới đây liệt kê các giá trị chuyển đổi hay dùng:
| Đơn vị  | Giá trị | Giá trị                               | Giá trị                            | Giá trị                               | Giá trị                            | Giá trị                         | Giá trị                             | Giá trị               |
| ------- | ------- | ------------------------------------- | ---------------------------------- | ------------------------------------- | ---------------------------------- | ------------------------------- | ----------------------------------- | --------------------- |
| Vòng    | 0       | {\displaystyle {\tfrac {1}{12}}}      | {\displaystyle {\tfrac {1}{8}}}    | {\displaystyle {\tfrac {1}{6}}}       | {\displaystyle {\tfrac {1}{4}}}    | {\displaystyle {\tfrac {1}{2}}} | {\displaystyle {\tfrac {3}{4}}}     | 1                     |
| Độ      | 0°      | 30°                                   | 45°                                | 60°                                   | 90°                                | 180°                            | 270°                                | 360°                  |
| Radian  | 0       | {\displaystyle {\tfrac {\pi }{6}}}    | {\displaystyle {\tfrac {\pi }{4}}} | {\displaystyle {\tfrac {\pi }{3}}}    | {\displaystyle {\tfrac {\pi }{2}}} | {\displaystyle \pi }            | {\displaystyle {\tfrac {3\pi }{2}}} | 2{\displaystyle \pi } |
| Gradian | 0g      | {\displaystyle {\tfrac {100^{g}}{3}}} | 50g                                | {\displaystyle {\tfrac {200^{g}}{3}}} | 100g                               | 200g                            | 300g                                | 400g                  |